# Kate Adie
Kate Adie (* 19. září 1945) je anglická novinářka, dlouhodobě působící na BBC.

## Život
Narodila se ve Whitley Bay v severovýchodní Anglii a vyrůstala u adoptivních rodičů v nedalekém Sunderlandu. Studovala na univerzitě v Newcastlu a od roku 1968 pracovala pro místní pobočku BBC, zpočátku rozhlasovou, později televizní. Počínaje rokem 1979 působila v celonárodní televizi. V osmdesátých letech podávala zprávy mimo jiné o konfliktu v Severním Irsku (The Troubles), americkém bombardování Tripolisu (1986) a aféře Lockerbie (1988).
V roce 1989 byla jmenována hlavní zpravodajkou BBC News, v této funkci zůstala do roku 2003, odkdy působí na volné noze (mj. v pořadu From Our Own Correspondent na BBC Radio 4). Později se účastnila událostí na náměstí Nebeského klidu v Pekingu (1989), války v Zálivu, posílala zprávy o válce na Balkáně, Rwandské genocidě (1994) a válce v Sieře Leone (2000). V roce 2002 vydala autobiografii The Kindness of Strangers. Mezi její další knihy patří Corsets to Camouflage: Women and War (2003), Into Danger: People Who Risk Theirs Lives for Work (2008) a Fighting on the Home Front: The Legacy of Women in World War One (2014).
V roce 1993 se stala důstojníkem Řádu britského impéria, v roce 2018 byla povýšena na komandéra. Je držitelkou čestných titulů z univerzit v Bathu, Nottinghamu, Plymouthu, Sunderlandu a Yorku. Roku 2018 obdržela ocenění BAFTA Fellowship.